# It's Five O'Clock Somewhere
It's Five O'Clock Somewhere släpptes 1995 och är rockgruppen Slash's Snakepits debutalbum. Det producerades av Mike Clink.

## Låtlista
1. "Neither Can I" - 6:43
2. "Dime Store Rock" - 4:54
3. "Beggars & Hangers-on" - 6:14
4. "Good to Be Alive" - 4:51
5. "What Do You Want to Be" - 6:17
6. "Monkey Chow" - 4:12
7. "Soma City Ward" - 3:50
8. "Jizz Da Pit" - 2:48
9. "Lower" - 4:55
10. "Take It Away" - 4:44
11. "Doin' Fine" - 4:16
12. "Be the Ball" - 5:16
13. "I Hate Everybody (But You)" - 4:41
14. "Back and Forth Again" - 5:55